# Pablo Román Pérez Torres

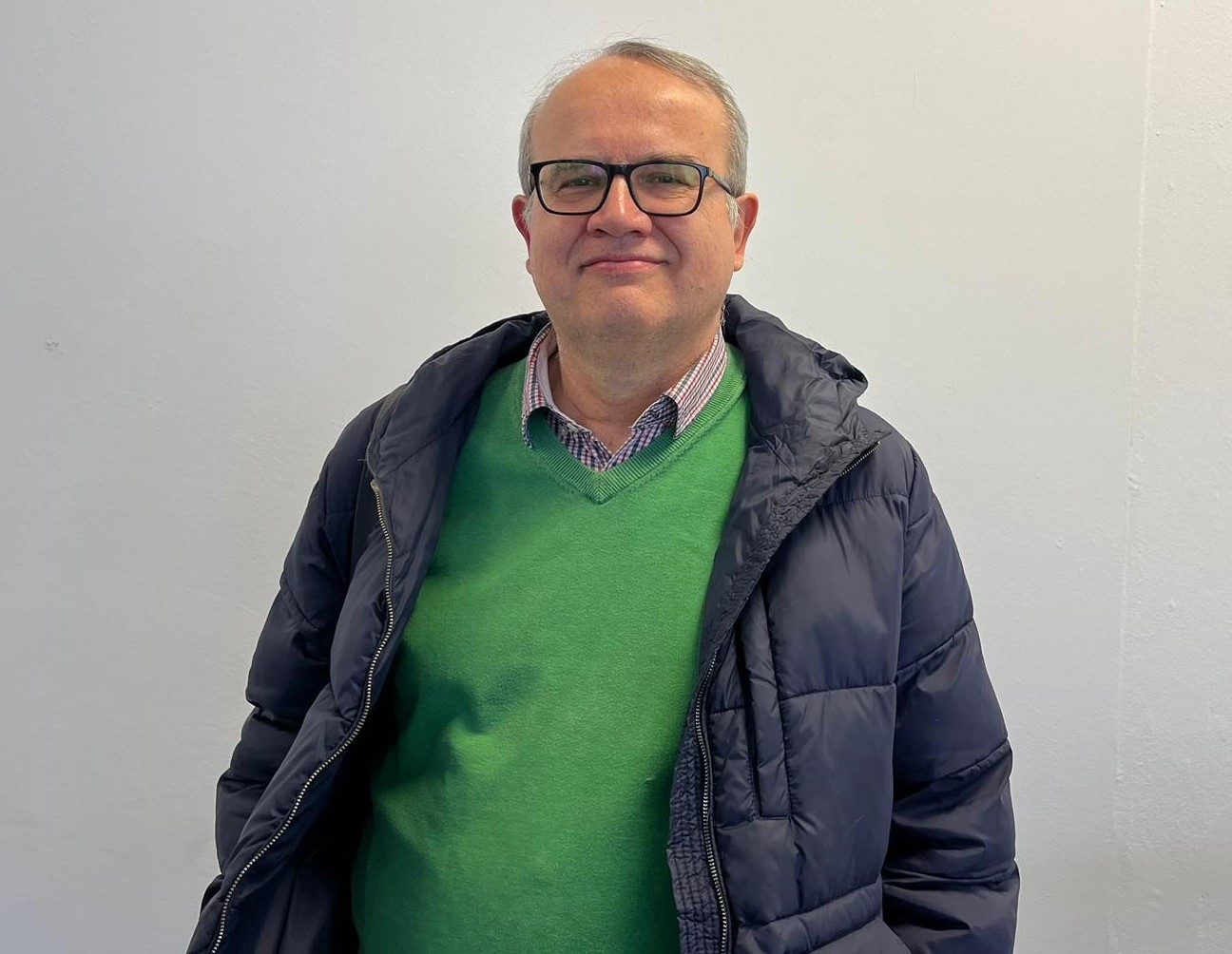
Pablo Román Pérez Torres

Pablo Román Pérez y Torres (* 20. September 1964 in Montevideo, Uruguay) ist ein uruguayischer Übersetzer und Dolmetscher für die Sprachen Spanisch, Katalanisch, Deutsch, Englisch, Italienisch sowie Dozent am Sprachen & Dolmetscher Institut München. Neben der uruguayischen Staatsbürgerschaft besitzt er auch die spanische und die deutsche.

## Leben
Pablo Román Pérez y Torres wurde am 20. September 1964 in Montevideo, Uruguay geboren. Bis zu seinem neunten Lebensjahr lebte er dort und ging aufgrund der politischen Situation nach Spanien. Dort lebte er zuerst in Valencia und zog später nach Barcelona um. Seine akademische Laufbahn als Übersetzer und Dolmetscher begann er im Jahr 1987 in Germersheim, Deutschland, welche er im Jahr 1993 mit Deutsch und Italienisch und im Jahr 1994 mit Englisch als Diplom-Übersetzer abschloss. Neben den Sprachen zählen auch Handball, Hockey und Fußball zu seinen Interessen, welche er auch schon seit seiner Kindheit ausübte. Ferner interessiert er sich sehr für Literatur, Geschichte und Politik.
Pérez Torres zeigte schon in frühen Jahren ein Interesse an Sprachen. Durch die Vorliebe seines Vaters für die deutsche Philosophie und für die deutsche Kultur sowie seine Begeisterung für deutsche Philosophen entdeckte er auch schon früh die deutsche Sprache für sich. Bereits im Alter von acht Jahren begann er Deutsch zu lernen. Katalanisch lernte er während seiner Zeit in Barcelona, insbesondere durch die Medien, das Fernsehen und das Radio und sich so ein gutes passives Sprachverständnis aneignen konnte.

## Berufliche Karriere

### Studium
1986 begann er an der Universität Heidelberg Anglistik und Romanistik zu studieren. Zu dieser Zeit spielte der gebürtige Uruguayer mit dem Gedanken, Lektor zu werden, brach es jedoch ab, als von einer damaligen Dozentin, die selbst Dolmetscherin und Übersetzerin war, diese Tätigkeit nahegelegt. Somit entschied er sich, seiner Leidenschaft in einem Berufsfeld zu folgen. Erste berufliche Erfahrungen im Übersetzen und Dolmetschen sammelte Pérez Torres schon während seines Studiums in Form eines Nebenjobs. Zudem machte er Praktikum bei Boehringer Mannheim, heute Roche, bei dem er auch erste Erfahrungen in der Medizin sammeln konnte.

### Berufliche Anfänge
Nach seinem Studium arbeitete Pérez Torres von 1996 bis 1998 bei König und Bauer Albert in Frankenthal. Als das Unternehmen seinen Sitz nach Würzburg verlegte, beschloss er, sich beruflich neu zu orientieren. Er erhielt zwei Stellenangebote als Dozent bei Sprachen und Dolmetscherinstituten, eines davon in Erlangen, das andere in München. Seine Entscheidung fiel auf München, da er dort neben der Tätigkeit als Dozent, auch die vorübergehende Leitung der spanischen Abteilung übernehmen konnte. Nennenswert zu seiner Zeit als spanischer Abteilungsleiter ist das ins Leben gerufene ERASMUS-Austauschprogramm mit der spanischen Universität in Alicante (Universitat d’Alacant).

### Dolmetschereinsätze

#### Fußball
Besonders erwähnenswert sind seine Dolmetschereinsätze. Sein bekanntester war wohl der beim Freundschaftsspiel zwischen Deutschland und Argentinien (Endstand 0:1) am 3. März 2010, bei dem er den argentinischen Nationaltrainer Diego Maradona auf der Pressekonferenz nach dem Spiel dolmetschte. Besonders kurios bei diesem Einsatz war, dass Maradona den deutschen Nationalspieler Thomas Müller nicht erkannte und sich zunächst weigerte, an der Pressekonferenz teilzunehmen. Anschließend änderte er aber seine Meinung und entschuldigte sich bei Müller, wodurch Pérez Torres seinen Dolmetschereinsatz wie geplant fortführen konnte.
Pérez Torres hatte aber auch noch weitere Einsätze auf der Fußballebene. Zu diesen zählen unter anderem ein Simultandolmetsch-Einsatz aus dem Katalanischen ins Deutsche, bei dem er auf einer Pressekonferenz im April 2022 in Frankfurt den Wortlaut des valencianisch (eine Form des Katalanischen) sprechenden Ferrán Torres (FC Barcelona) zeitgleich in deutscher Sprache wiedergab.
Ebenso dolmetschte er bei Spieler- und Trainervorstellungen bzw. bei Pressekonferenzen vor wichtigen Spielen für namhafte Vereine und Nationalmannschaften Lateinamerikas (FC Barcelona, Real Madrid, FC Bayern München; Argentinien, Chile, Paraguay, Peru, Uruguay) und Persönlichkeiten aus dem Fußball (Toni Kroos, Real Madrid; James Rodríguez, FC Bayern München, Carlo Ancelotti, Pep Guardiola, Joachim Löw).
Es gab nicht nur Einsätze auf Pressekonferenzen, sondern auch Auftritte im Fernsehen.

#### Politik
Neben dem Sport engagierte er sich auch in der Politik als Dolmetscher. Im Jahr 1998 dolmetschte er den ehemaligen stellvertretenden FDP-Bundesvorsitzenden Rainer Brüderle, als er diesen auf seiner Delegationsreise durch Argentinien, Chile und Uruguay begleitete, bei der er u. a. zwischen Brüderle und dem ehemaligen uruguayischen Präsidenten Julio Maria Sanguinetti vermittelte.
Anlässlich des Besuchs des ehemaligen uruguayischen Präsidenten Tabaré Vázquez im Jahr 2017 in Hamburg, fungierte Pérez Torres ebenso als Sprachmittler ins Deutsche.
Im Zuge dessen dolmetschte er bei einer Rede der deutschen Unternehmer Gerd Hummel (SOWITEC group GmbH) und Karl-Heinz Krämer (Block Foods AG) auch umgekehrt vom Deutschen ins Spanische

## Tätigkeit als Übersetzer und Vorträge
Anlässlich des 20. FIT-Weltkongresses (Fédération Internationale des Traducteurs - Weltübersetzerverband), die 2014 in Berlin stattfand, hat Pérez Torres an einem Buch mit dem Namen „Man vs. Machine? - Im Spannungsfeld zwischen Mensch und Maschine - Band I“ mitgewirkt und dort einen Eintrag in der Rubrik „Übersetzen und dolmetschen beim Sport, am Beispiel des Fußballs, translatologische Herausforderungen“ erstellt und zu diesem auch einen Vortrag gehalten hat. Im Jahr 2009 hielt er im schwäbischen Bad Urach einen landeskundlichen Vortrag über Uruguay für Politikstudenten, die innerhalb ihres Bachelor-Studiums damals Uruguay bei der „National Model United Nations“ (NMUN-Konferenz in New York) repräsentieren sollten. Im Zuge dieses Vortrages hat er für junge Studenten einen Workshop geleitet, bei dem er ihnen Land und Leute Uruguays vorgestellt hat. Zuvor hatte er außerdem an der Universität Tübingen einen weiteren Vortrag zum Thema der damaligen Spannungen zwischen Uruguay und Argentinien gehalten, die es aufgrund der Papierfabriken am Rio Uruguay und der dadurch verursachten Umweltverschmutzung gab.